# Бетьюн (Южная Каролина)
Бетьюн — небольшой город в округе Кершо, Южная Каролина, США. По данным переписи за 2000 год, население города составляло 352 человека. Бетьюн входит в объединенную статистическую зону города Колумбия, Южная Каролина.

## География
Бетьюн находится на 34°24′54″ с. ш. 80°20′51″ з. д. (34.414881, −80.347414).
По данным Бюро переписи населения США, город имеет общую площадь в 2,9 км².

## Демография
По данным переписи населения за 2000 год, в городе проживало 352 человека, было 191 домохозяйство, и 104 семьи. Плотность населения составляло 119,2 человека на км². Было 193 единиц жилья со средней плотностью 65,4 на 1 км². Расово-этнический состав города был: 89,77 % белых, 9,66 % афроамериканцев, 0,56 % прочих рас. Испаноязычные или латиноамериканцы любой расы составляли 2,84 % населения.
По данным за 2000 год, в городе было 165 домохозяйств, из которых 21,8 % имели детей в возрасте до 18 лет, проживающих с ними, 49,7 % домохозяйств представляли собой семейные пары, главами 10,9 % домохозяйств были женщины, проживающие без мужей, а 36,4 % домохозяйств являлись бессемейными. 34,5 % всех домохозяйств состояли из индивидуальных лиц и 21,8 % домохозяйств состояли из одиноких людей в возрасте 65 лет и старше. Средний размер домохозяйства составлял 2,13 человека, а средний размер семьи 2,72.
Распределение населения в городе было следующем: 17,3 % — население в возрасте до 18 лет, 7,1 % — от 18 до 24 лет, 22,2 % — от 25 до 44 лет, 29,8 % — от 45 до 64 лет и 23,6 % — в возрасте 65 лет и старше. Средний возраст составил 47 лет. На каждые 100 женщин приходилось 83,3 мужчин. На каждые 100 женщин в возрасте 18 лет и старше приходилось 84,2 мужчин.
Средний ежегодный доход на одно домохозяйство в городе составил 32 083 долл. США, а средний доход на семью составляет 40 972 долл. США. Средний доход мужчин составил 37 250 долл. США по сравнению с 26 406 долл. США у женщин. Доход на душу населения в городе составил 18 879 долл. США в год. Около 5,3 % семей и 7,2 % населения имели доход ниже прожиточного минимума, 15,5 % из них были моложе 18 лет и 10,7 % в возрасте 65 лет и старше.